# Hiến pháp Ả Rập Xê Út
Luật cơ bản của Ả Rập Xê Út (tên thay thế: Hệ thống Cai quản Cơ bản; tiếng Ả Rập: النظام الأساسي للحكم, đã Latinh hoá: Al Nizam Al Asasi lil Hukm) là một hiến pháp điều lệ -like chia thành chín chương, gồm 83 điều. Hiến pháp của Ả Rập Xê Út là "Thánh Qur'an và Sunna (Truyền thống)" của nhà tiên tri Hồi giáo Muhammad, (như đã nêu trong Điều Một của Luật cơ bản), nhưng Luật cơ bản có nhiều đặc điểm của cái được gọi là hiến pháp ở các quốc gia khác ("Luật quản trị", "Quyền và nghĩa vụ"). Luật cơ bản phù hợp với sự hiểu biết của Salafi về Sharia và không ghi đè lên luật Hồi giáo.

## Lịch sử
Sau khi Iraq xâm chiếm Kuwait và sau Chiến tranh vùng Vịnh lần thứ nhất, Vua Fahd đã ban hành một sắc lệnh hoàng gia được công bố trên truyền hình và báo chí chính thức vào ngày 31 tháng 1 năm 1992. Nghị định nêu rõ như sau:
Nghị định Hoàng gia số A/90
27/8/1412 AH
Nhờ sự giúp đỡ của Allah,
Chúng tôi, Fahd bin Abdul Aziz, Quốc vương của Ả Rập Xê Út, phù hợp với lợi ích công cộng, và theo quan điểm với sự phát triển của Nhà nước trong các lĩnh vực khác nhau, ngoài sự nhiệt tình của chúng tôi để đạt được các mục tiêu dự kiến, chúng tôi đã ra lệnh sau:
Thứ nhất: Ban hành Hệ thống quản trị cơ bản theo bối cảnh dưới đây.
Thứ hai: Hành động theo tất cả các hệ thống, mệnh lệnh và nghị quyết hiện đang được thông qua, cho đến khi chúng được sửa đổi theo Hệ thống quản trị cơ bản.
Thứ ba: Hệ thống quản trị cơ bản sẽ được công bố trên tạp chí chính thức và sẽ được thi hành kể từ ngày công bố.
Hội đồng tư vấn cũng ra đời khoảng một năm sau khi có những điều kiện mới nổi ảnh hưởng đến đất nước sau chiến tranh.
Quan điểm văn hóa và tôn giáo của Ả Rập Xê-út kỳ thị bất kỳ tài liệu tham khảo nào về "Hiến pháp" ngoài Qur'an và thực hành Muhammad. Điều 1 của Luật cơ bản nhấn mạnh rằng "Sách của Chúa (Qur'an) và Sunna của nhà tiên tri của ông (Muhammad), là hiến pháp (Ả Rập)". Hoàng tử Talal bin Abdul Aziz nói rằng không thể có "hiến pháp, quy định hay luật pháp chống lại Hồi giáo Sharia" ở Ả Rập Xê Út.

## Các bài viết của Luật quản trị cơ bản

### Chương 1: Nguyên tắc chung
Điều 1 nói rằng "Sách của Chúa và Sunna của nhà tiên tri của ông" là hiến pháp của đất nước và tiếng Ả Rập là ngôn ngữ chính thức với thủ đô tại Riyadh.

### Chương 2: Chế độ quân chủ
Điều 7 tuyên bố quyền của quốc vương. Tiếp theo, theo Điều 8, "công lý, tham vấn và bình đẳng" sẽ phù hợp với Sharia.

### Chương 3: Đặc điểm của gia hoàng gia Ả Rập
Điều 9 quy định rằng tất cả các thành viên của mỗi gia đình ở Ả Rập Xê Út sẽ được nuôi dưỡng "trên cơ sở đức tin Hồi giáo".

### Chương 4: Nguyên tắc kinh tế
Điều 18 bảo vệ tài sản riêng của công dân.
Điều 21 kêu gọi "thuế bố thí".

### Chương 5: Quyền và nhiệm vụ
Điều 27 thiết lập một "hệ thống an sinh xã hội"; Nó đã trở nên khả thi mà không cần sung công và thuế cao do nguồn cung dầu lớn và dân số 33 triệu người. Điều 39 yêu cầu tất cả các cơ quan truyền thông phải tuân thủ "các quy định của nhà nước" và nghiêm cấm mọi hành vi "bồi dưỡng hoặc chia rẽ", thường được trích dẫn trong các trường hợp kiểm duyệt.

### Chương 6: Chính quyền của Nhà nước

#### Hồi giáo là nền tảng của quản trị
Điều 45 khẳng định rằng các phán quyết tôn giáo phải phù hợp với "Thánh Qur'an và Sunna của nhà tiên tri". Để kết thúc này, một nhóm các giáo sĩ và nhóm nghiên cứu Hồi giáo sẽ được thành lập.
Theo Điều 55, nhà vua phải "cai trị theo các phán quyết của đạo Hồi và sẽ giám sát việc áp dụng Sharia". Điều 56 nói rằng nhà vua cũng là thủ tướng. Điều 57 nói rõ rằng nội các của nhà vua và các quan chức cấp thấp khác phải theo đạo Hồi. Những người đi chệch khỏi điều này có thể bị cách chức hoặc trừng phạt.

#### Quân sự
Điều 60-62: Nhà vua là tổng tư lệnh và được ban cho các quyền lực liên quan đến chiến tranh và an ninh quốc gia của đất nước

### Chương 7: Các vấn đề tài chính
Điều 71 quy định rằng doanh thu được nhập và chi theo các quy tắc của đạo luật sẽ được công bố thường xuyên trên Công báo theo Điều 70.

### Chương 8: Các cơ quan kiểm soát
Điều 79-80 liên quan đến các cơ quan kiểm soát. Các cơ quan kiểm soát sẽ được thành lập để đảm bảo quản lý tài chính và hành chính tốt đối với tài sản nhà nước.

### Chương 9: Quy định chung
Điều 82 cho thấy rõ rằng tình trạng khẩn cấp tạm thời trong tình trạng hỗn loạn không thể vi phạm Điều 7 (Qur'an và sunnah).

## Phê bình
Luật cơ bản được soạn thảo bởi một ủy ban đặc biệt của bộ nội vụ, mà Tổ chức Theo dõi Nhân quyền cáo buộc vi phạm nghiêm trọng quyền con người.
Vào thế kỷ thứ mười tám Muhammad bin Saud và Muhammad bin Abdul Wahhab đã hợp nhất tất cả các thể chế chính trị và tôn giáo thành một cơ quan quản lý. Chính phủ Ả Rập Xê Út bảo lưu nhiều việc làm cho các giáo sĩ, từ giảng đạo đến phán xét.
Giáo sĩ Hồi giáo (Ulema) như muftis và Sheikhs, những người thống trị vị trí pháp lý Ả Rập Xê Út, tận dụng các Luật cơ bản, thêm vào kinh Qur'an, hadith, Sunnah, và luật học Hồi giáo mà tất cả sụp đổ trong vòng Sharia.
Luật cơ bản không đề cập đến phụ nữ; Tổ chức Ân xá Quốc tế viết trong báo cáo năm 2000 về Ả Rập Xê Út:
Thảo luận về sự phân biệt đối xử với phụ nữ và vị thế của họ với tư cách là công dân hạng hai trong một thời gian dài là một điều cấm kỵ, thậm chí không thể chạm tới được bởi các cơ quan nhà nước cao nhất trong nước bất chấp mọi khổ sở và đau khổ của phụ nữ không vì lý do gì khác ngoài việc họ đã sinh ra.
Nhà văn và nhà báo Ả Rập Xê Út Wajeha Al-Huwaider viết rằng "Phụ nữ Ả Rập yếu đuối, cho dù địa vị của họ cao đến đâu, ngay cả những người 'được nuông chiều' trong số họ - bởi vì họ không có luật để bảo vệ họ khỏi sự tấn công của bất kỳ ai. sự ảnh hưởng đến bản ngã của họ là một lỗ hổng ảnh hưởng đến hầu hết các ngôi nhà ở Ả Rập Xê Út."